# Songs of Truce
Songs of Truce è un cortometraggio muto del 1913 diretto da Colin Campbell. Prodotto dalla Selig e sceneggiato da Hettie Grey Baker, aveva come interpreti Hobart Bosworth, Wheeler Oakman, Bessie Eyton, Frank M. Clark, Lillian Hayward.

## Produzione
Il film fu prodotto dalla Selig Polyscope Company.

## Distribuzione
Distribuito dalla General Film Company, il film - un cortometraggio di una bobina - uscì nelle sale cinematografiche statunitensi il 1º luglio 1913.